# Мексиканський песо
Мексиканський песо (ісп. Peso mexicano; код: MXN, символ: $ або Mex$) — офіційна валюта Мексики. Поділяється на 100 сентаво (centavo, символ: ¢). Центральний банк — Банк Мексики.

## Історія
У 1536 р. в Мехіко було розпочато карбування монет. У період між 1536 та 1888 рр. на 11 монетних дворах Мексики було викарбувано близько 3 млрд срібних мексиканських песо, значна частина яких послужила монетним дворам Європи як матеріал для карбування власних монет. Мексиканські монети мали широке поширення в США а також Японії та Китаї, за їх прикладом створювалися валюти цих країн.

## Сучасний песо
Мексиканський песо поділяється на 100 сентаво. В обігу перебувають банкноти номіналом в 1000, 500, 200, 100, 50 і 20 мексиканських песо та монети номіналом 20, 10, 5, 2, 1 песо, 50, 20, 10 і 5 сентаво. Усі монети карбуються в Монетному дворі у Мехіко.
З 21 листопада 2006 року нова серія банкнот номіналом в 50 песо виготовляється на основі полімеру, що знижує зношуваність банкнот і відповідно збільшує їх тривалість обігу. 20 серпня 2007 запущені в обіг 20 песо. Так само як і на полімерній купюрі 2001 року, на аверсі зображений Беніто Хуарес. Однак купюра змінила свою кольорову гаму: рожевого на світло-синьому замінили світло-синім у поєднанні з темно-жовтим (золотистим).
27 травня 2008 мексиканський песо увійшов до списку вільно конвертованих валют, що використовуються при розрахунках у міжнародній міжбанківській системі CLS.
За даними Банку міжнародних розрахунків, мексиканський песо входить в топ-20 найпоширеніших за часткою торгівлі валют у світі.
| Банкноти серії F (2006-2010 рр. випуску)       | Банкноти серії F (2006-2010 рр. випуску)      | Банкноти серії F (2006-2010 рр. випуску) | Банкноти серії F (2006-2010 рр. випуску) | Банкноти серії F (2006-2010 рр. випуску) | Банкноти серії F (2006-2010 рр. випуску) | Банкноти серії F (2006-2010 рр. випуску)                            | Банкноти серії F (2006-2010 рр. випуску) |
| Зображення                                     | Зображення                                    | Номінал                                  | Розміри (мм)                             | Домінуючий колір                         | Опис                                     | Опис                                                                | Дата випуску                             |
| Аверс                                          | Реверс                                        | Номінал                                  | Розміри (мм)                             | Домінуючий колір                         | Аверс                                    | Реверс                                                              | Дата випуску                             |
| ---------------------------------------------- | --------------------------------------------- | ---------------------------------------- | ---------------------------------------- | ---------------------------------------- | ---------------------------------------- | ------------------------------------------------------------------- | ---------------------------------------- |
| [Архівовано 18 лютого 2022 у Wayback Machine.] | [Архівовано 3 жовтня 2017 у Wayback Machine.] | 20                                       | 120 × 66                                 | Синій                                    | Беніто Хуарес                            | Монте-Албан                                                         | 20 серпня 2007                           |
| [Архівовано 3 жовтня 2017 у Wayback Machine.]  | [Архівовано 3 жовтня 2017 у Wayback Machine.] | 50                                       | 127 × 66                                 | Червонувато-фіолетовий                   | Хосе Марія Морелос                       | Акведук в Морелії                                                   | 21 листопада 2006                        |
| [Архівовано 3 жовтня 2017 у Wayback Machine.]  | [Архівовано 3 жовтня 2017 у Wayback Machine.] | 100                                      | 134 × 66                                 | Червоний                                 | Несауалькойотль                          | Реконструкція Темпло Майор, акведук і центральна площа Теночтітлана | 9 серпня 2010                            |
| [Архівовано 3 жовтня 2017 у Wayback Machine.]  | [Архівовано 3 жовтня 2017 у Wayback Machine.] | 200                                      | 141 × 66                                 | Зелений                                  | Хуана Інес де ла Крус                    | Будинок «Паноая Гасіенда» в штаті Мехіко                            | 11 вересня 2008                          |
| [Архівовано 3 жовтня 2017 у Wayback Machine.]  | [Архівовано 3 жовтня 2017 у Wayback Machine.] | 500                                      | 148 × 66                                 | Коричневий                               | Дієго Рівера                             | Фріда Кало та одна з її картин                                      | 30 серпня 2010                           |
| [Архівовано 3 жовтня 2017 у Wayback Machine.]  | [Архівовано 3 жовтня 2017 у Wayback Machine.] | 1000                                     | 155 × 66                                 | Фіолетовий                               | Мігель Ідальго                           | Університет Гуанахуато, Фонтан Баратільо                            | 7 квітня 2008                            |

## Валютний курс
Станом на 25 березня 2025, валютний курс мексиканського песо (за даними МВФ, ЄЦБ та НБУ) становить 20,08 песо за 1 долар США, 21,73 песо за 1 євро та 0,482 песо за 1 гривню (2,075 гривні за 1 песо).

Графік валютного курсу відносно долара США (к-сть песо за один долар)